# Reading F.C.
Reading Football Club er en engelsk fodboldklub fra Reading, som spiller i landets tredje bedste række, League One. Klubben spiller sine hjemmekampe på Madejski Stadium, hvor at de har spillet siden 1998.

## Historie
Reading Football Club blev dannet den 25. december 1871. Klubben blev i 1895 professionel, og flyttede samme år ind på Elm Park, hvor at de ville spille i mere end 100 år. Klubben spillede i starten af 1900-tallet i Southern League, og tog i 1913 på tour til Italien, hvor de vandt kampe imod AC Milan og det italienske landshold, og blev beskrevet som "det bedste udenlandske hold Italien nogensinde har set".
Klubben blev medlem af English Football League i 1920. Klubben vandt i 1926 Third Division South, og rykkede herefter op i Second Division, men rykkede igen ned i 1931. Klubben forblev herefter i den trejdebedste række i 40 år uafbrudt, før at de i 1971 rykkede ned til Fourth Division. Over de næste år skiftede klubben med at spille i den fjerde- og den trejdebedste række med jævne mellemrum. I 1986 lykkedes det endeligt at rykke op i den næstebedste række for første gang siden 1931.
Klubben var i 1995 for første gang tæt på at opnå en placering i den bedste række, men efter at Premier League havde besluttet at reducere antallet af hold i ligaen fra 22 til 20, betød det at Reading skulle i oprykningsplayoffs, på trods af at en andenpladsplacering i en normal sæson havde betydet direkte oprykning. Reading tabte i playoff finalen til Bolton Wanderers, og måtte dermed gemme håbet om en placering i den bedste række til en anden gang.
I 2004-05 sæsonen lykkedes det endeligt, da Reading vandt Championship, og dermed for første gang i klubbens historie rykkede op i Premier League. Reading overraskede med at slutte på ottendepladsen i deres debutsæson, men rykkede dog ned i deres anden sæson. Klubben vandt igen Championship i 2011-12, og vendte tilbage til Premier League, men rykkede dog direkte ned igen. Klubben har siden spillet i Championship.